# Reserva de la biosfera de Los Petenes
La Reserva de la biosfera Los Petenes es un área natural protegida de México. Se trata de una selva húmeda en buen estado de conservación ubicada en el estado de Campeche. Es un ecosistema único, de gran valor ecológico por su gran diversidad de flora y fauna y representa un importante lugar para la anidación, descanso y alimentación de numerosas aves tanto residentes como migratorias. También, se encuentran en la zona especies endémicas, amenazadas, raras o con protección especial.

## Geografía
La Reserva de la biosfera  Los Petenes es una larga y estrecha franja costera, con porciones terrestres y marinas, localizada en la zona costera norte del Estado de Campeche, en el sureste del Golfo de México. Queda comprendida entre los 20º51’30” y 19º49’00” de latitud norte y los 90º45’15” y 90º20’00” de longitud oeste. Se ubica dentro de 4 municipios: Campeche, Tenabo, Hecelchakán y Calkiní. Con 282 858 ha, es la reserva con mayor superficie de protección en el Golfo de México y su límite marino se considera hasta las 12 millas náuticas.

## Características físicas

### Clima
El clima predominante en la zona centro y sur de la Reserva de la biosfera  Los Petenes, es Aw (cálido subhúmedo con lluvias en verano), mientras que en su extremo norte es del tipo BS (h') w (semiseco y seco cálido).
La temperatura y precipitación media anual varía de 27,8 °C y 725,5 mm en el norte (con un gradiente entre los 700 a 800 mm), a 26,4 °C y 1049,7 mm (con un gradiente de 800 a 1100 mm anuales en el sur). Presenta además un breve período de sequía durante lo más acentuado de las lluvias (sequía intraestival o canícula).
Se identifican dos épocas climáticas para la región, la época de secas, que abarca de noviembre a abril y la época de lluvias, de mayo a octubre. Durante la época de secas, la temperatura y precipitación mensual promedio es de 25,5 °C y 23 mm respectivamente y de 28,4 °C y 139,9 mm para la temporada de lluvias.

### Geología
El patrón geológico dominante y basamento de estructura topográfica de la Reserva de la biosfera  Los Petenes está conformado por una plataforma de potentes estratos de rocas carbonatadas ligeramente basculados de sur a norte. La topografía tiene poco contraste en altitud y carece de una red fluvial superficial.

### Fisiografía
La Reserva se ubica dentro de una planicie costera baja acumulativa sujeta a inundaciones pobres pero semipermanentes, diurnas y estacionales, cuya parte profunda se localiza cerca del litoral formando una laguna gigante de poca profundidad, que hacia tierra firme se vuelve somera y pantanosa. La amplitud de la planicie va disminuyendo de norte a sur; la amplitud oeste-este, a partir del nivel medio del mar es de 50 km mientras que en el centro es de 48 km (en el poblado de Dzitbalché) y en el sur de 28 km (en la cabecera municipal de Tenabo). Las altitudes promedio no superan los 10 metros y las inclinaciones del terreno son menores a 0,5 %.

### Hidrología
La Reserva tiene una intensa dinámica con el mar por el drenaje subterráneo y la influencia mareal. Es básicamente una ciénaga salina especial, de inundación constante, que permite la existencia de muy diversos tipos de humedales marinos y costeros. La Reserva se localiza en la región hidrológica n.º 32 de México, pertenece a la Cuenca Hidrológica Yucatán Norte, abarcando los municipios de Campeche, Tenabo, Hecelchakán y Calkiní.
En su porción terrestre, como consecuencia de la naturaleza kárstica del terreno y su poco relieve, los escurrimientos superficiales son escasos. Existen pequeñas corrientes superficiales pobres que se originan en manantiales y desembocan en el Golfo de México. Los principales ríos son: El Caguamo, Huaymil, Santa Juana, Moa y La Ensenada.
El flujo hidrológico subterráneo es más rico, disuelve algunas veces las calizas superficiales dando lugar a los cenotes. La circulación de las aguas subterráneas en general en la Península de Yucatán es lenta, por lo menos en las capas no muy profundas y parece progresar en las partes centrales, algo más elevadas a la periferia (este y norte de Campeche, oeste de Quintana Roo y sur de Yucatán). El nivel freático (nivel en el que se puede encontrar agua durante una excavación), conforme se acerca a la costa se vuelve cada vez más superficial, aflorando en ocasiones en forma de ojos de agua o manantiales, muy comunes en la Reserva.

## Ecosistema
La característica más notable del Área Natural Protegida es la presencia de “Petenes” (islas de vegetación arbórea vigorosa asociada a manantiales u ojos de agua, que constituyen un hábitat crítico para la fauna silvestre. Estas islas forman asociaciones de vegetación, inmersas en una matriz de vegetación baja inundable, las cuales pueden estar constituidas por manglar, selva baja inundable, selva mediana o una mezcla de ellas). Otro ecosistema sobresaliente es el de los pastos marinos, presentes en la zona marina de la Reserva.

### Los Petenes
Los ecosistemas conocidos como Petenes solo se localizan en la Península de Yucatán, en Cuba y en la Península de Florida, por lo que esta región es considerada como un área única a nivel internacional, declarada sitio Ramsar por su valor excepcional como humedal. Una importante característica de estas islas es la disponibilidad de agua dulce que tienen a lo largo de todo el año, ya que a través de los afloramientos, ojos de agua o manantiales, reciben un aporte continuo de agua proveniente de las corrientes subterráneas.
El término “petenes” proviene de un vocablo maya que significa “campos llanos junto al mar a manera de islotes”. Los Petenes se distribuyen en todo el borde de la Península de Yucatán, pero son particularmente abundantes y vigorosos en el noroeste del estado de Campeche.

## Biodiversidad
De acuerdo al Sistema Nacional de Información sobre Biodiversidad de la Comisión Nacional para el Conocimiento y Uso de la Biodiversidad (CONABIO) en la Reserva de la Biosfera Los Petenes habitan más de 830 especies de plantas y animales de las cuales 56 se encuentra dentro de alguna categoría de riesgo de la Norma Oficial Mexicana NOM-059  y 37 son exóticas,

### Flora
Al menos se han estimado 473 especies vegetales registradas dentro de la reserva, 22 endémicas de la Península de Yucatán, 4 especies amenazadas, 2 raras y 5 bajo alguna protección especial. Sus principales clases de vegetación son:
- Los Petenes (de vegetación variada).
- Manglar de franja (manglar que bordea el litoral).
- Manglar chaparro (ligado al periodo de lluvias).
- Manglar de cuenca (también llamado de ciénega, particular de las zonas inundadas de forma permanente o semipermanente).
- Matorral de duna costera.
- Pastizal inundable.
- Selva baja caducifolia y subcaducifolia.
- Selva baja inundable.

En las isletas de los Petenes crecen especies arbóreas de mangle, chechén, cedro americano, caoba, entre otras. Los manglares de borde tienen como predominante el mangle botoncillo. La selva baja se caracteriza por pantanos dulceacuícolas de influencia mareal.

### Fauna
Se han registrado, al menos, 449 especies, de las cuales cobran gran importancia las aves, con 295 (tanto migratorias como residentes), 65 de mamíferos terrestres, 68 de peces y 21 de reptiles, además de las muchas especies de invertebrados terrestres y acuáticos. El 60 % de estas especies son consideradas residentes permanentes y 40 % migratorias.
De la fauna, 78 son especies que están en alguna categoría de riesgo (64 especies de aves y 14 especies de mamíferos) y de los cuales un alto porcentaje son compartidas con la Reserva de la biosfera Ría Celestún (de ahí que muchos organismos protectores intentan unirlas en una misma área de influencia).

### Mamíferos
Son 47 las especies de mamíferos registradas, 16 especies (34 %) dentro de una categoría de riesgo. Dentro de los mamíferos en categoría de riesgo destacan en la porción terrestre el mono araña (Ateles geoffroyi), el jaguar (Panthera onca), el ocelote (Leopardus pardalis), el tigrillo o margay (Leopardus wiedii), el perro de monte llamado localmente viejo de monte (Eira barbara), la onza o yaguarundí (Puma yagouaroundi), el oso hormiguero mexicano (Tamandua mexicana), el kinkajú o mico de noche (Potos flavus), el cacomixtle (Bassariscus sumichrasti), la musaraña (Cryptotis nigrescens), el tapir o danto (Tapirus bairdii), la rata de oreja grande de Yucatán (Otonyctomys hatti), el ratón de patas blancas (Peromyscus leucopus), el puercoespín enano peludo mexicano o puercoespín tropical (Sphiggurus mexicanus) y dos especies de murciélago: Tonatia evotis y Trachops cirrhosus.
La Secretaría de Ecología del Estado de Campeche reporta que frente a las costas de Los Petenes y Ría Celestún circulan organismos representativos de 29 especies de cetáceos y 1 especie de sirénido (el manatí, Trichechus manatus), de ellos los más comunes son las ballenas piloto (Globicephala macrorhynchus), el cachalote enano (Kogia sima), el cachalote pigmeo (Kogia breviceps) y el cachalote (Physeter macrocephalus).

### Aves
La Reserva de la biosfera  Los Petenes se califica como un área importante para la supervivencia de una gran diversidad de aves acuáticas y migratorias, principalmente las provenientes de Canadá y los Estados Unidos de América.
Destacan la cigüeña jabirú (Jabiru mycteria), el guajolote o pavo ocelado (Meleagris ocellata), el hocofaisán (Crax rubra), el flamenco del Caribe (Phoenicopterus ruber), el tántalo americano (Mycteria americana), el pelícano blanco (Pelecanus erythrorhynchos), los cocopatos o ibis blanca americana (Eudocimus albus), las cercetas de alas azules (Anas discors), la garza ventriblanca o tricolor (Egretta tricolor), la garza blanca (Ardea alba), el pato cuervo (Phalacrocorax olivaceus) y varias especies de golondrinas (Tachycineta bicolor, Tachycineta albilinea, Progne chalybea, Hirundo rustica).
En 1995 se localizó una colonia de 500 nidos de flamenco dentro de la reserva, lo que refuerza la idea de que las aves acuáticas de la Península de Yucatán utilizan y dependen de los humedales costeros que la rodean. En este caso, la Reserva funciona como una alternativa para la perturbación que en zonas aledañas han sufrido las poblaciones de flamencos. En ciertas épocas del año, específicamente en los meses de sequía, es posible encontrar más de 10,000 flamencos que se desplazan diariamente entre Los Petenes y Ría Celestún.

### Reptiles
Existen registros de 21 especies de reptiles. El más sobresaliente reportado para la región es el cocodrilo mexicano (Crocodylus moreletii) aunque no es tan abundante como en la región suroeste de la Península de Yucatán (Laguna de Términos y sistemas fluvio-lagunares).
Las playas de la reserva son áreas importantes de arribazón de tortugas carey (Eretmochelys imbricata) y tortuga blanca (Dermatemys mawii), ambas en peligro crítico de extinción, así como tortuga caguama (Caretta caretta), la cual se encuentra en peligro de extinción. Otros reptiles son el basilisco o turipache de montaña (Corytophanes hernandezi), la culebra cordelilla chata (Imantodes cenchoa), el bequech cola azul (Plestiodon sumichrasti), el anolis escamoso (Anolis tropidonotus), la culebra corredora barrada (Dendrophidion vinitor) y la culebra engañosa norteña (Xenodon rabdocephalus).

### Anfibios
Destacan la rana verde de ojos rojos (Agalychnis callidryas), la ranita arborícola o quech (Dendropsophus microcephalus), la ranita amarillenta moteada (Dendropsophus ebraccatus), la ranita pintada arborícola (Tlalocohyla pictav), la rana habladora (Tlalocohyla loquax), el sapo gigante de caña en su categoría de nativo y no de plaga (Rhinella marina), la rana leopardo (Lithobates berlandieri), la rana ovejera o llamada localmente chacmuch (Hypopachus variolosus) y una especie de salamandra: la salamadra yucateca o salamanquesa (Bolitoglossa yucatana).

### Peces
Existen al menos 47 especies de peces marinos, 6 de los cuales de agua dulce.  El estado de Campeche tiene en sus aguas costeras un gran número de especies demersales (especies que viven cerca del fondo del mar) y bentónicas (los que viven en el fondo) que utilizan los pastos marinos como áreas de protección, alimentación y crianza. Las de mayor valor comercial son el boquinete (Lachnolaimus maximus), la sierra (Scomberomorus maculatus) y el róbalo blanco (Centropomus undecimalis), otras especies de importancia son el mero (Epinephelus morio), el pargo rojo o huachinango (Lutjanus campechanus) y la sardina (Sardinella anchovia y Sardinella brasiliensis).

### Invertebrados
Dentro del grupo de los crustáceos destacan el cangrejo de mar llamado localmente cacerolita de mar (Limulus polyphemus) y las especies de camarón, principalmente el camarón rosado (Farfantepenaeus duorarum) y el camarón blanco (Litopenaeus setiferus), estos dos son de gran importancia comercial como ecológica, al ser piedra pilar en la cadena alimenticia de muchas aves. Destaca también el cangrejo moro (Menippe mercenaria) cuya distribución se extiende hasta 5 kilómetros de la línea costera. Limulus polyphemus es una especie única en el continente americano, tanto por su condición de especie amenazada como por la peculiaridad de ser considerada una especie casi fósil, endémica de las penínsulas de Yucatán y Florida.
Dentro de los moluscos destacan 5 especies de bivalvos: el ostión de mangle (Crassostrea rhizophorae), el callo de hacha (Atrina rigida), la almeja blanca (Codakia orbicularis), la almeja rugosa (Chione cancellata) y el mejillón (Geukensia spp.). En lo correspondiente a los caracoles se calculan no menos de 22 especies de gasterópodos, 19 adyacentes a la región costera de la reserva, destacando el caracol blanco (Lotabus costatus, L. raninus, L. gallus, Strombus alatus, S. pugilis); chivitas (Melongena melongena, M. corona); sacabocado (Busycon contrarium, B. carica, B. spiratum, B. canaliculatum); trompillo o campechana (Fasciolaria tulipa y F. hunteria); chac-pel rojo (Triplofusus giganteus) y el negro o tomburro (Xancus angulatus), todos ellos capturados comercialmente en la zona. En cuanto a los cefalópodos se puede encontrar el pulpo rojo (Octopus maya), endémico de la Península de Yucatán y dos especies de calamar: Lolliguncula brevisy Doryteuthis plei.

Flora y Fauna de la Reserva de la biosfera  Los Petenes
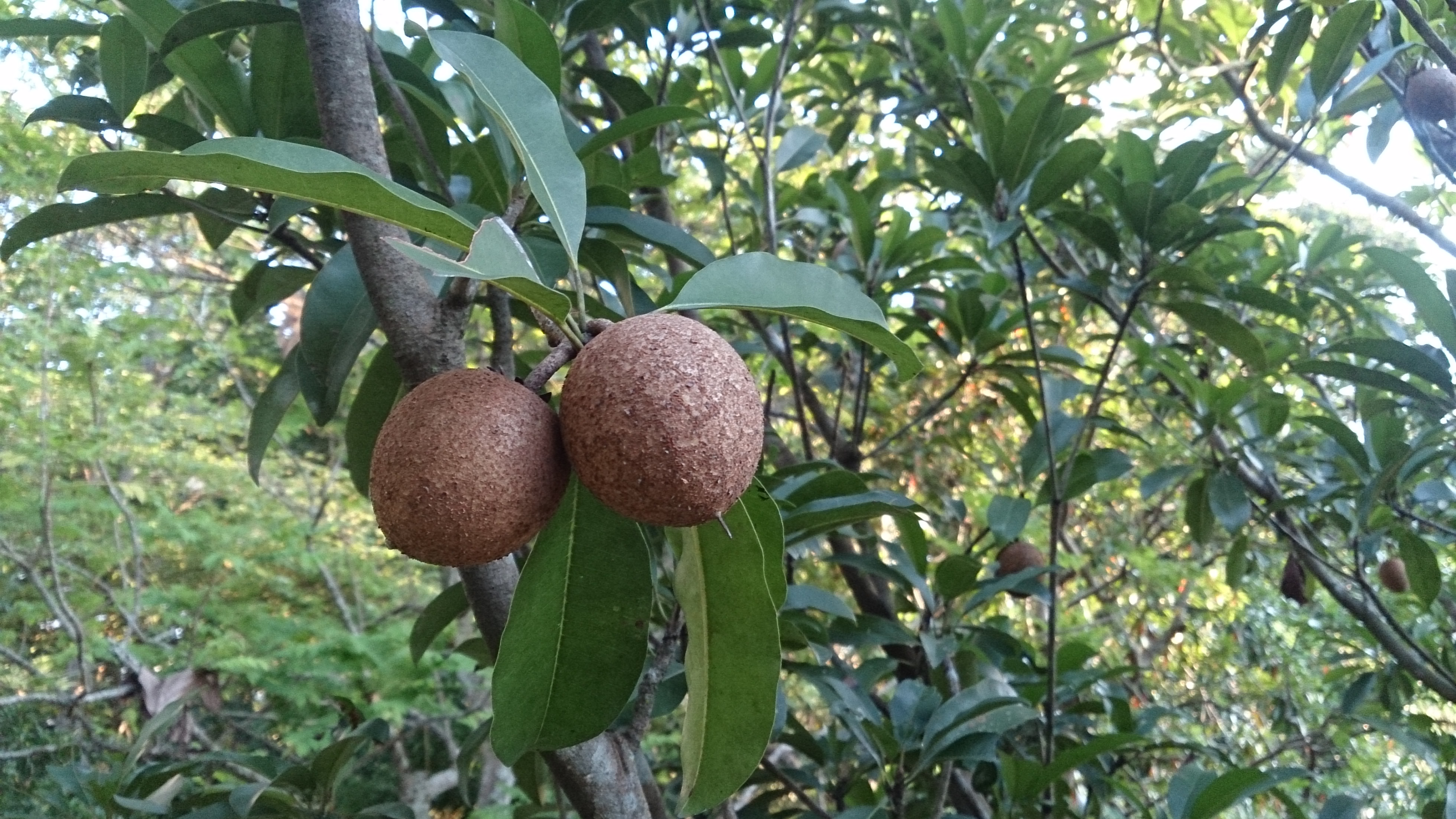
Manilkara zapota
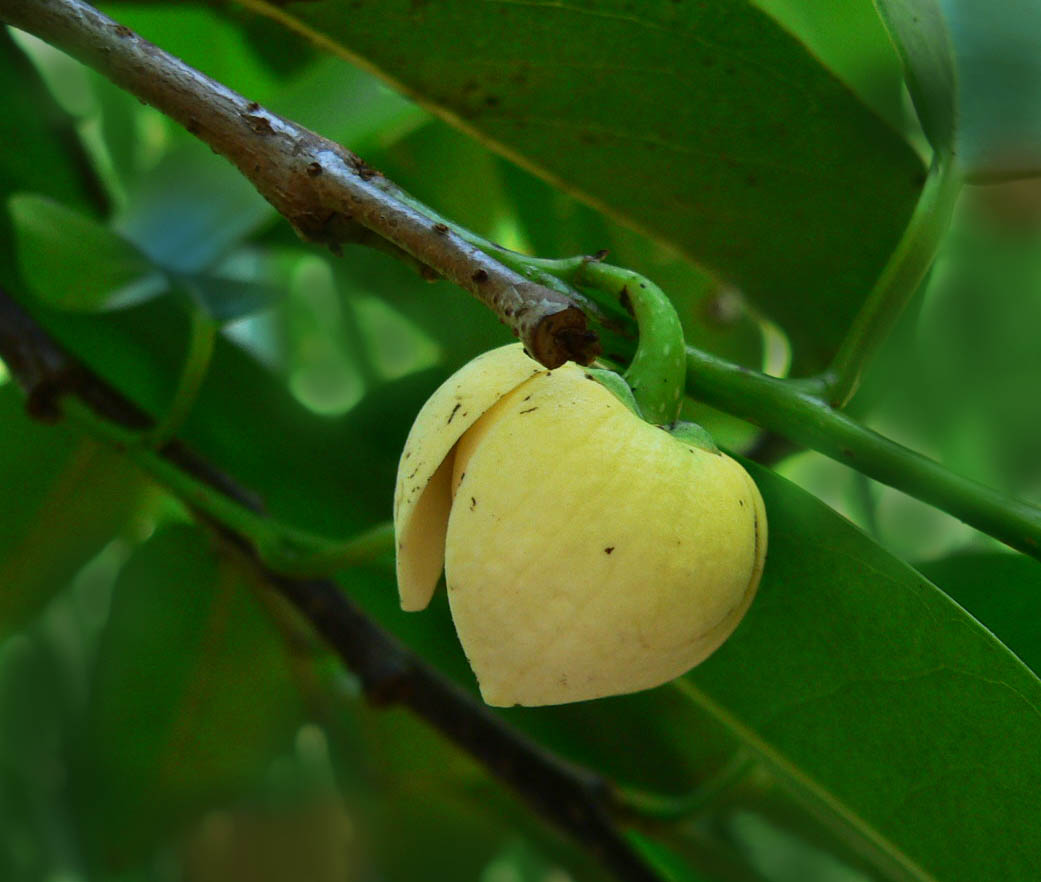
Annona glabra
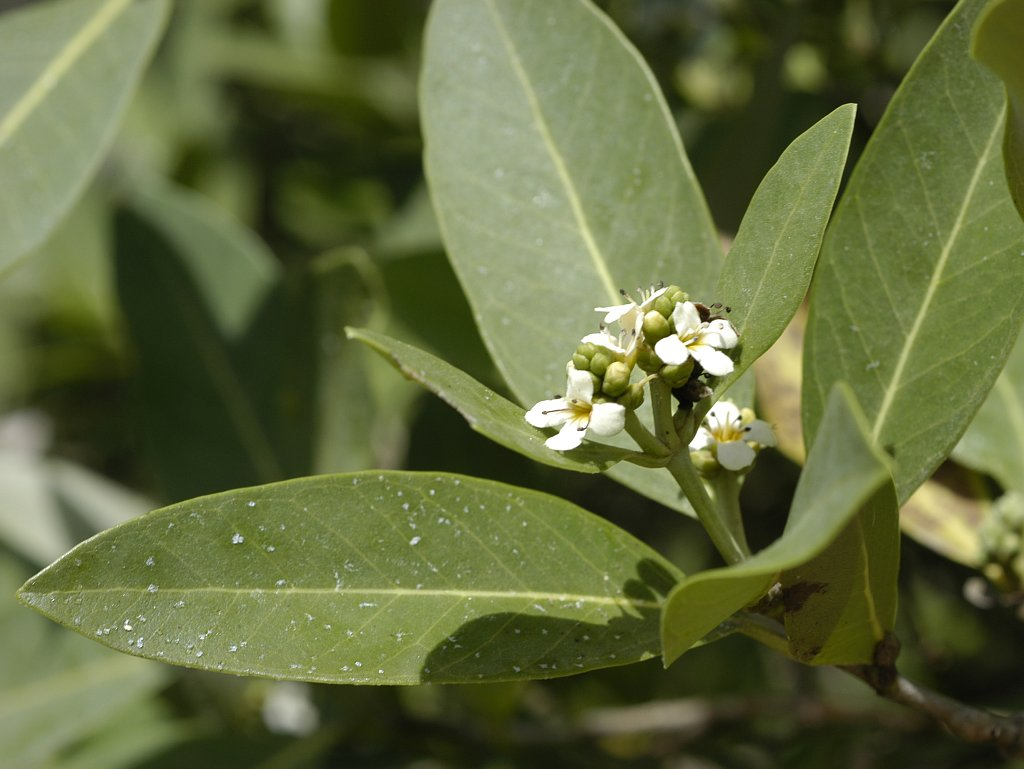
Avicennia germinans
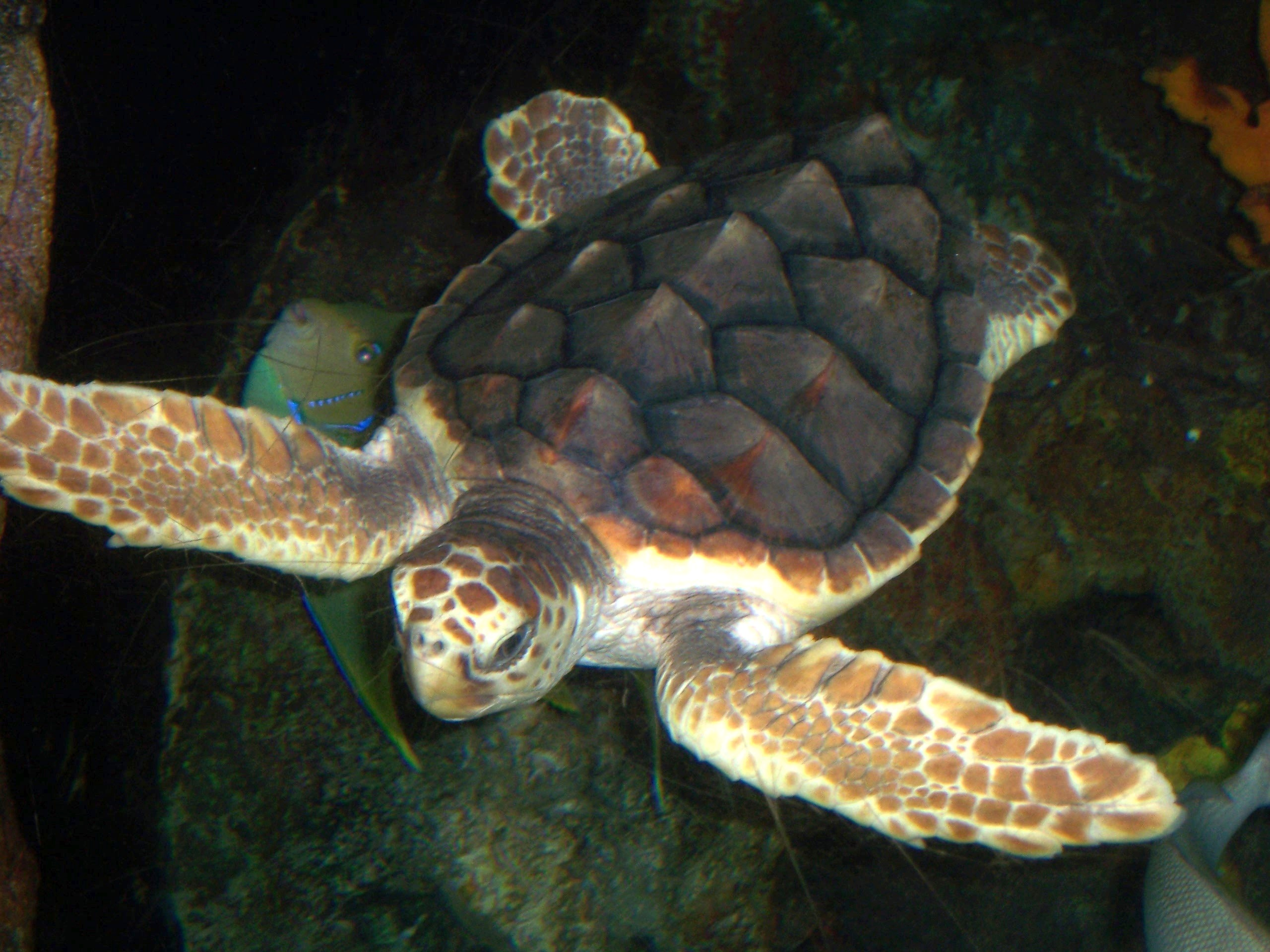
Caretta caretta
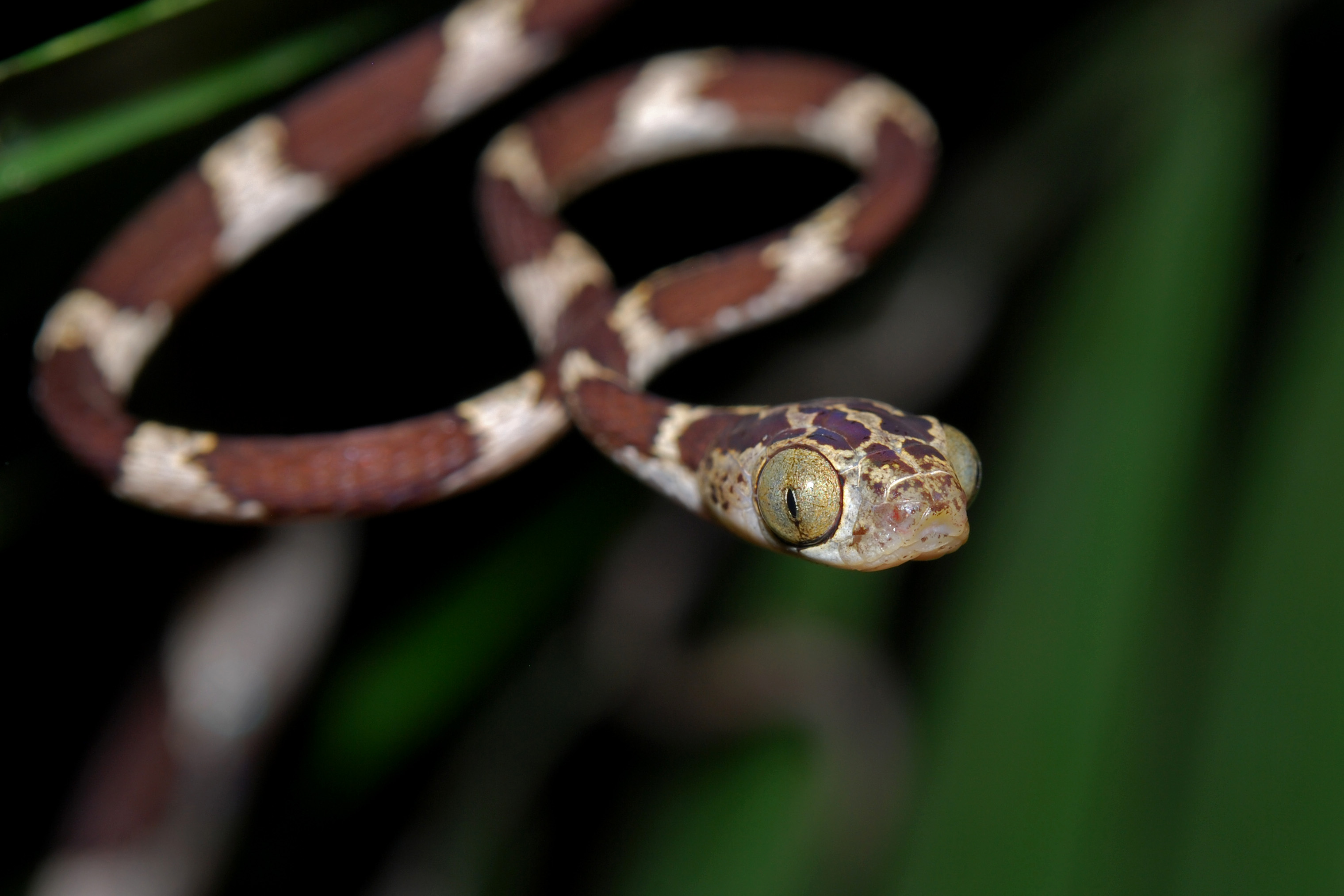
Imantodes cenchoa
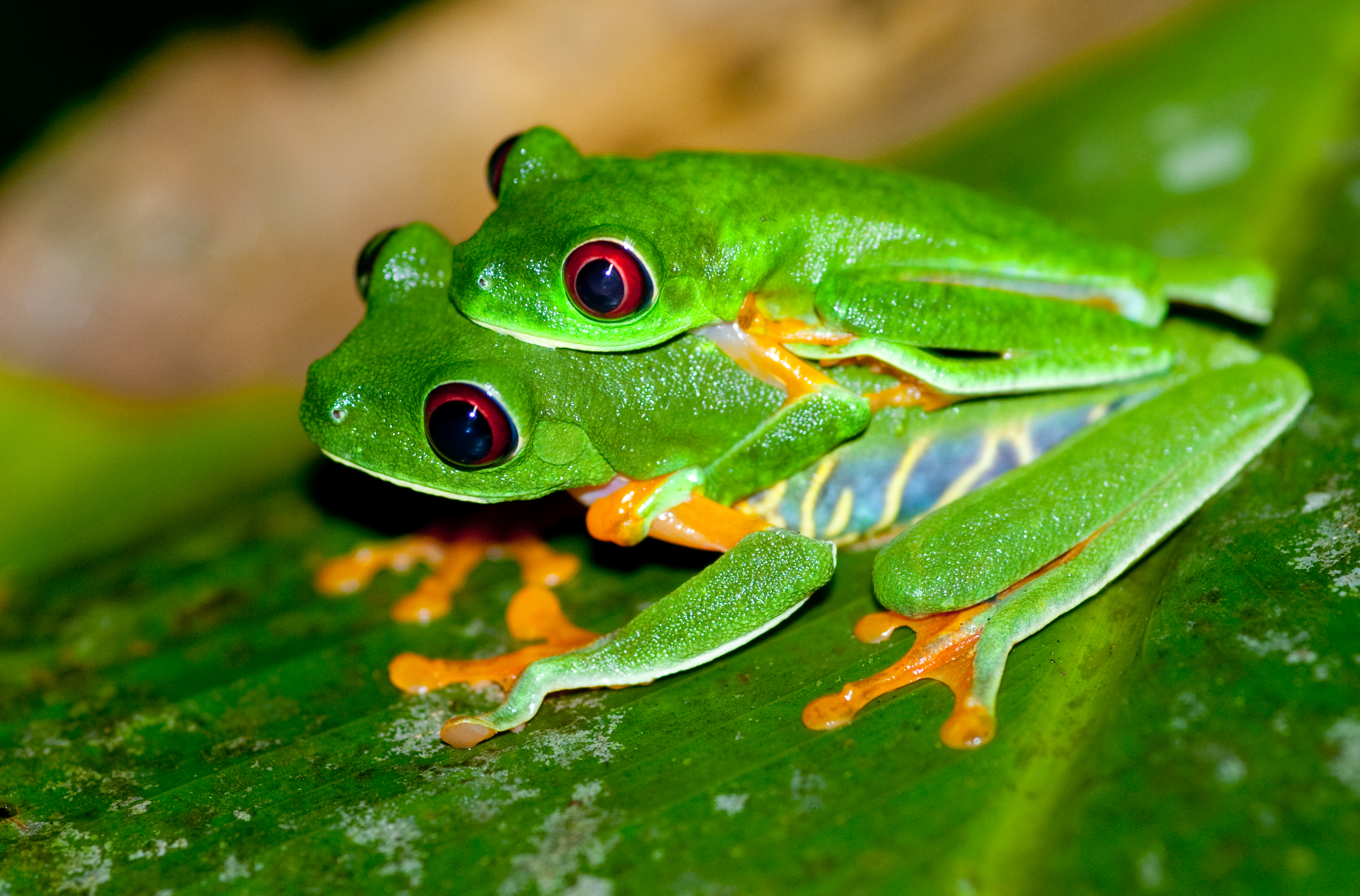
Agalychnis callidryas
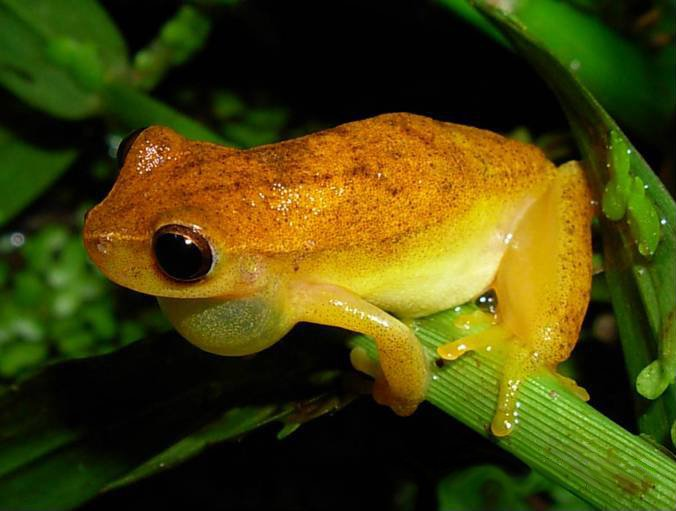
Dendropsophus microcephalus
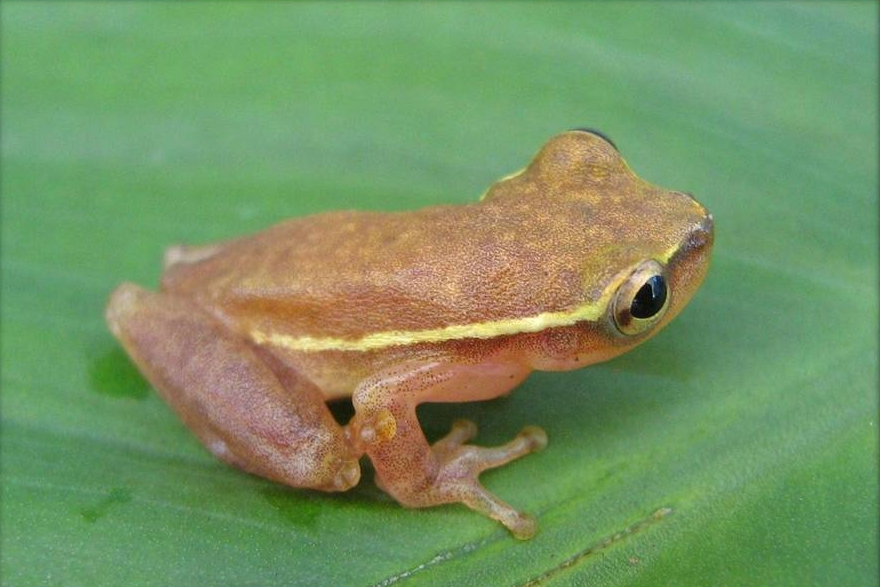
Tlalocohyla picta
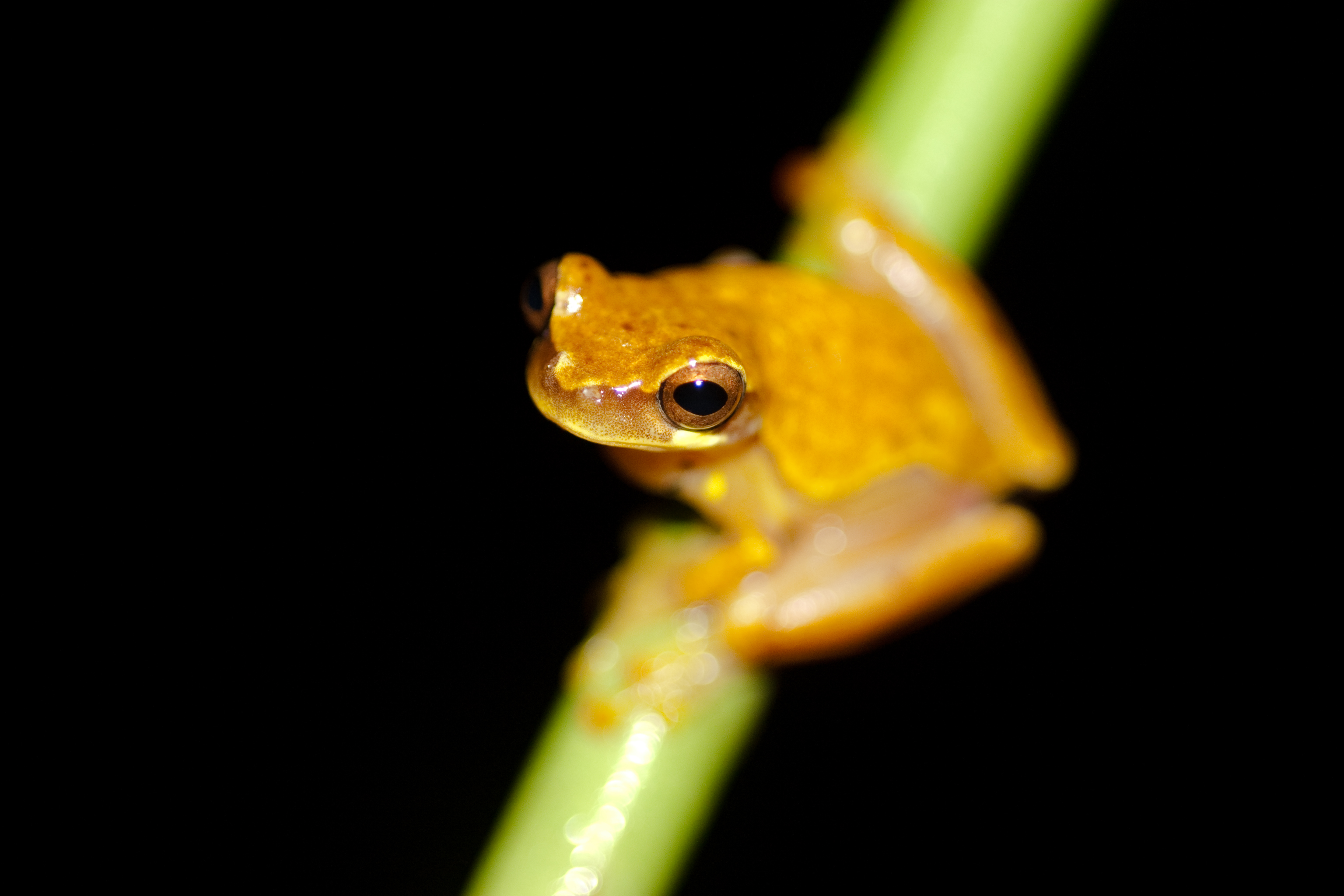
Hyla ebraccata
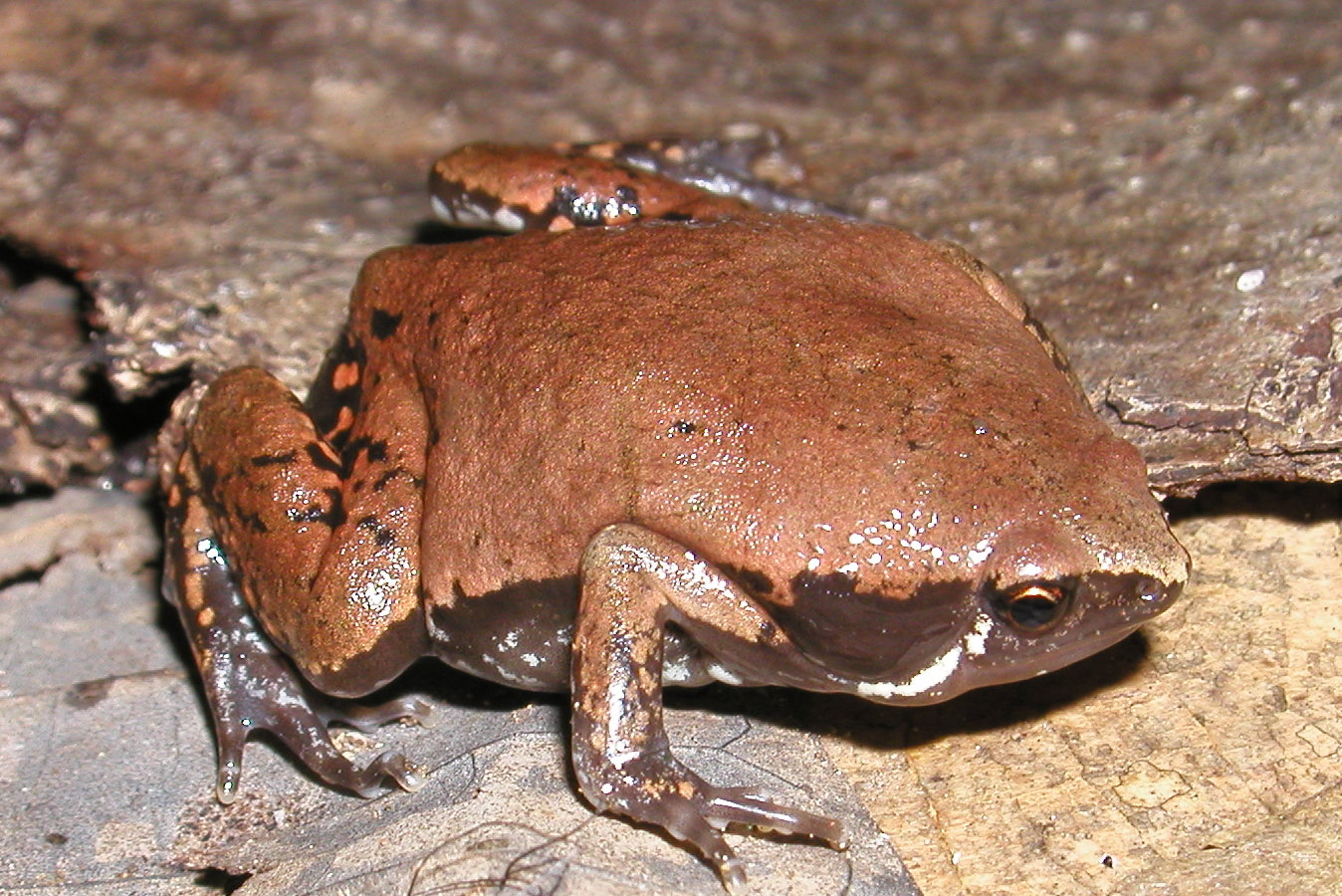
Hypopachus variolosus
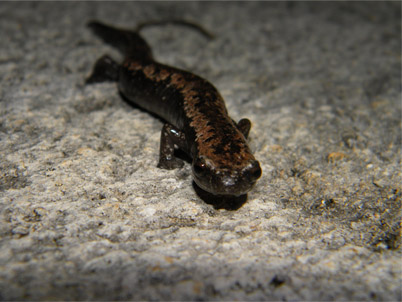
Bolitoglossa yucatana
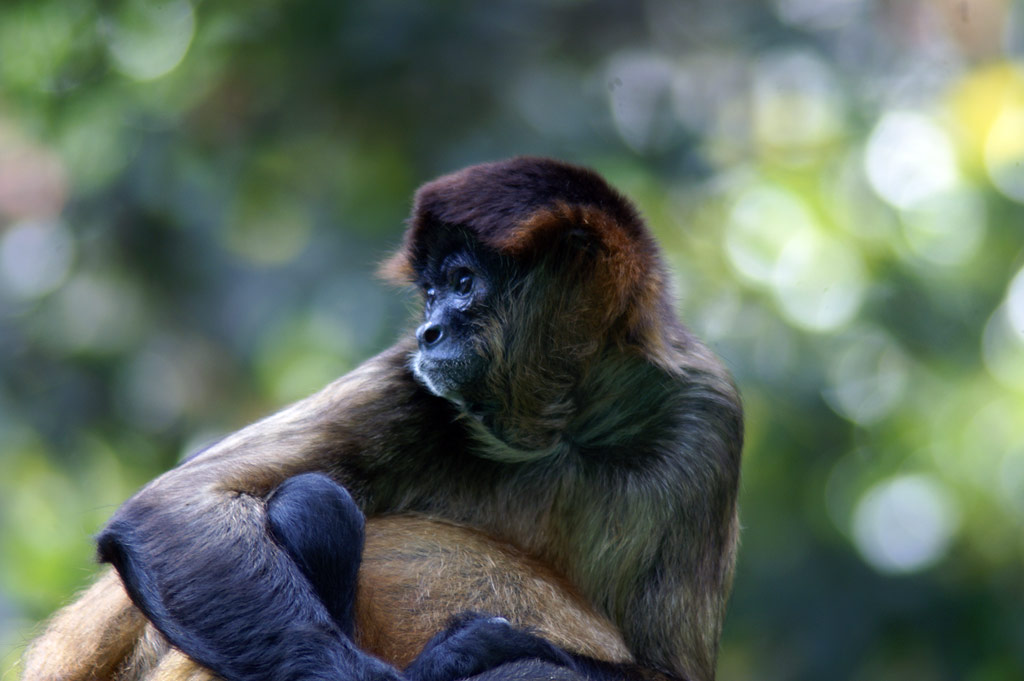
Ateles geoffroyi
Panthera onca
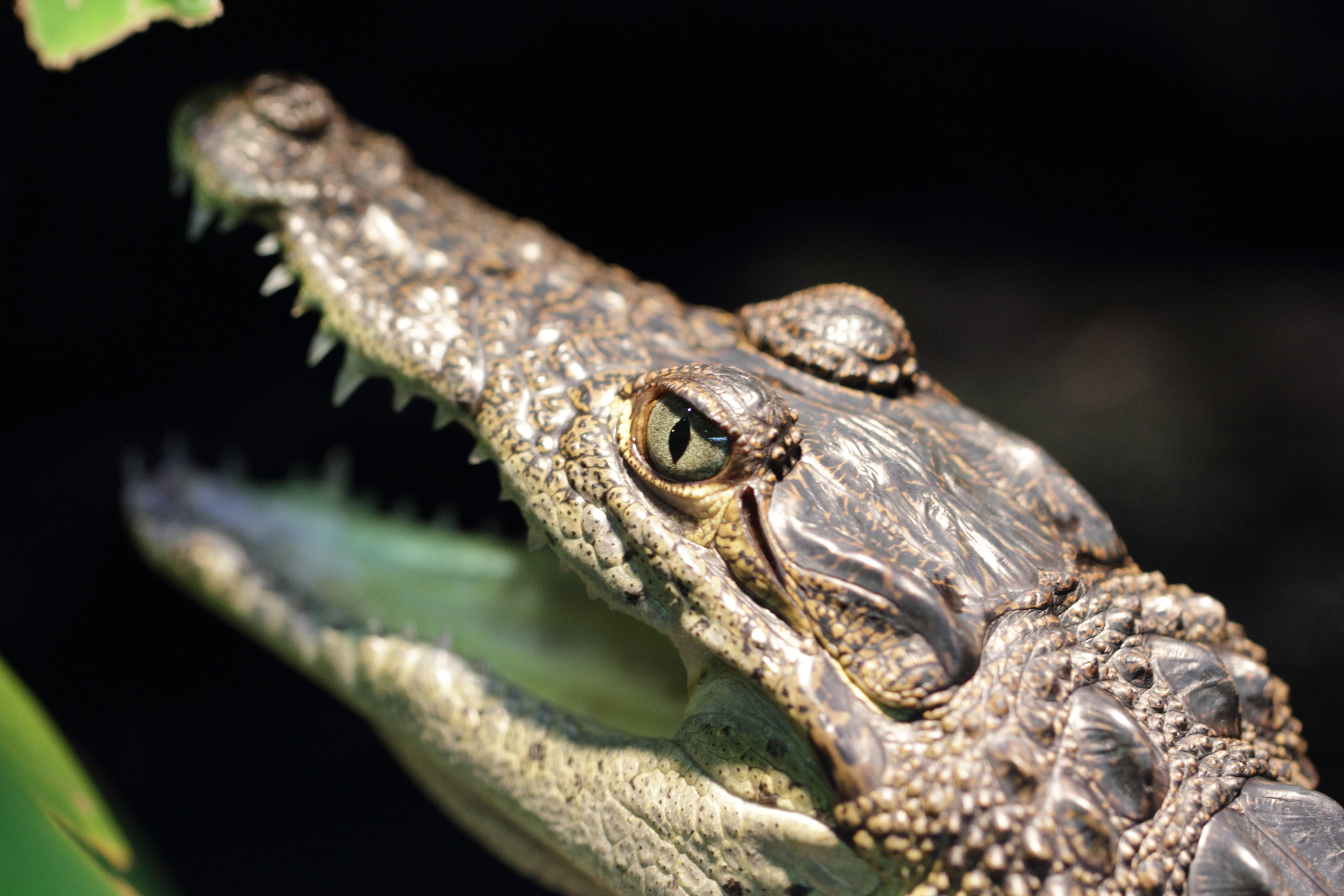
Crocodylus moreletii
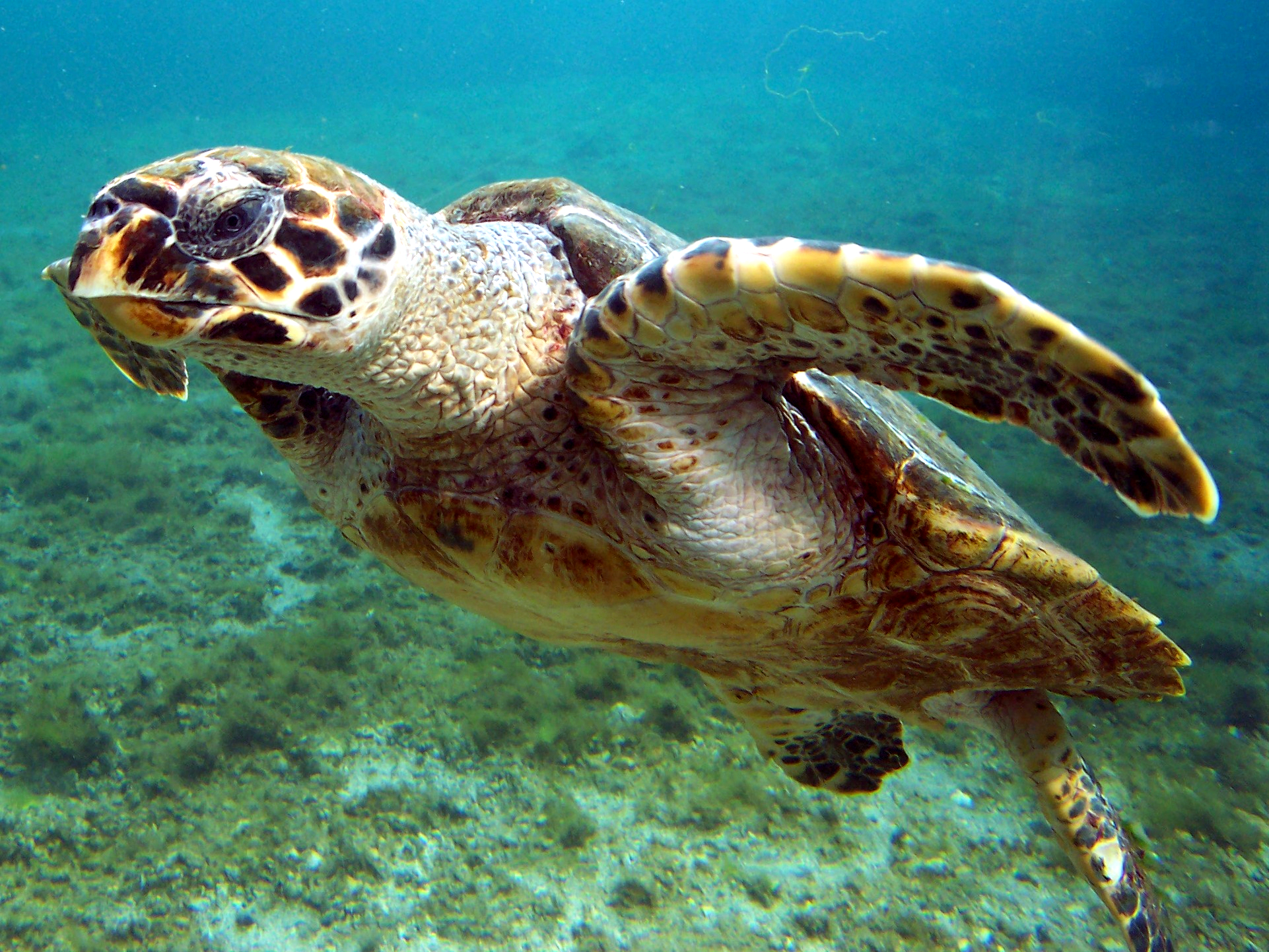
Eretmochelys imbricata
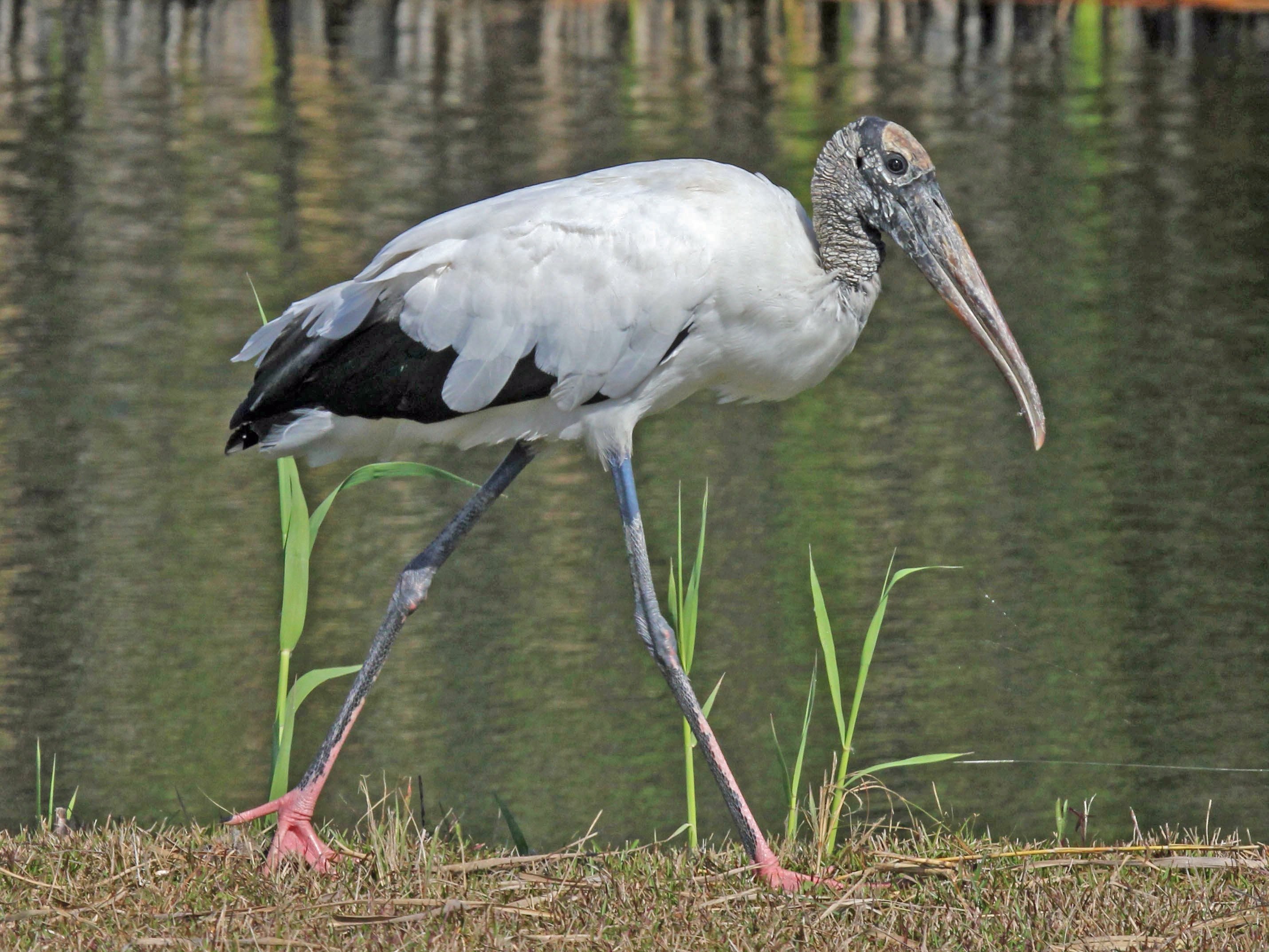
Mycteria americana
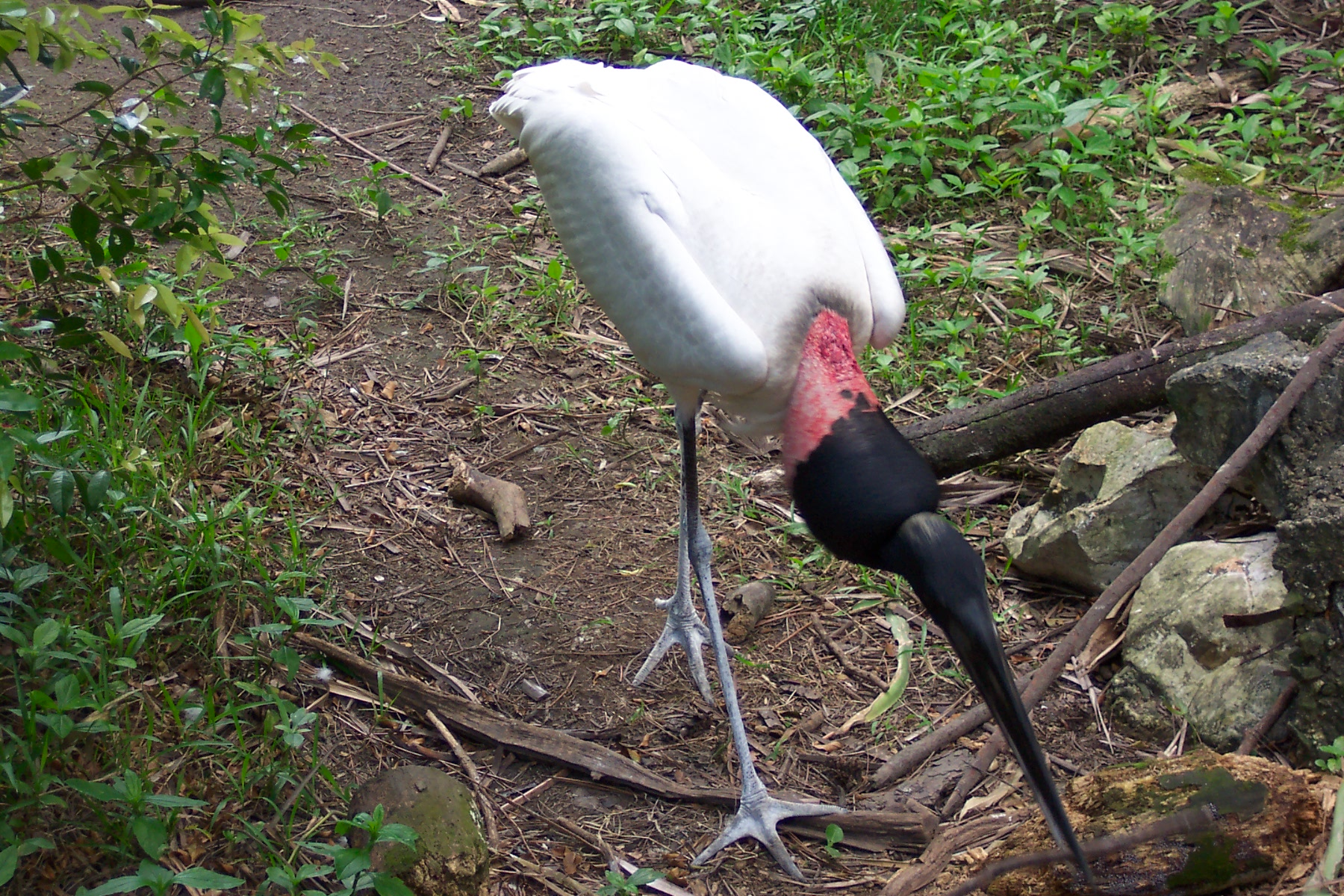
Jabiru mycteria
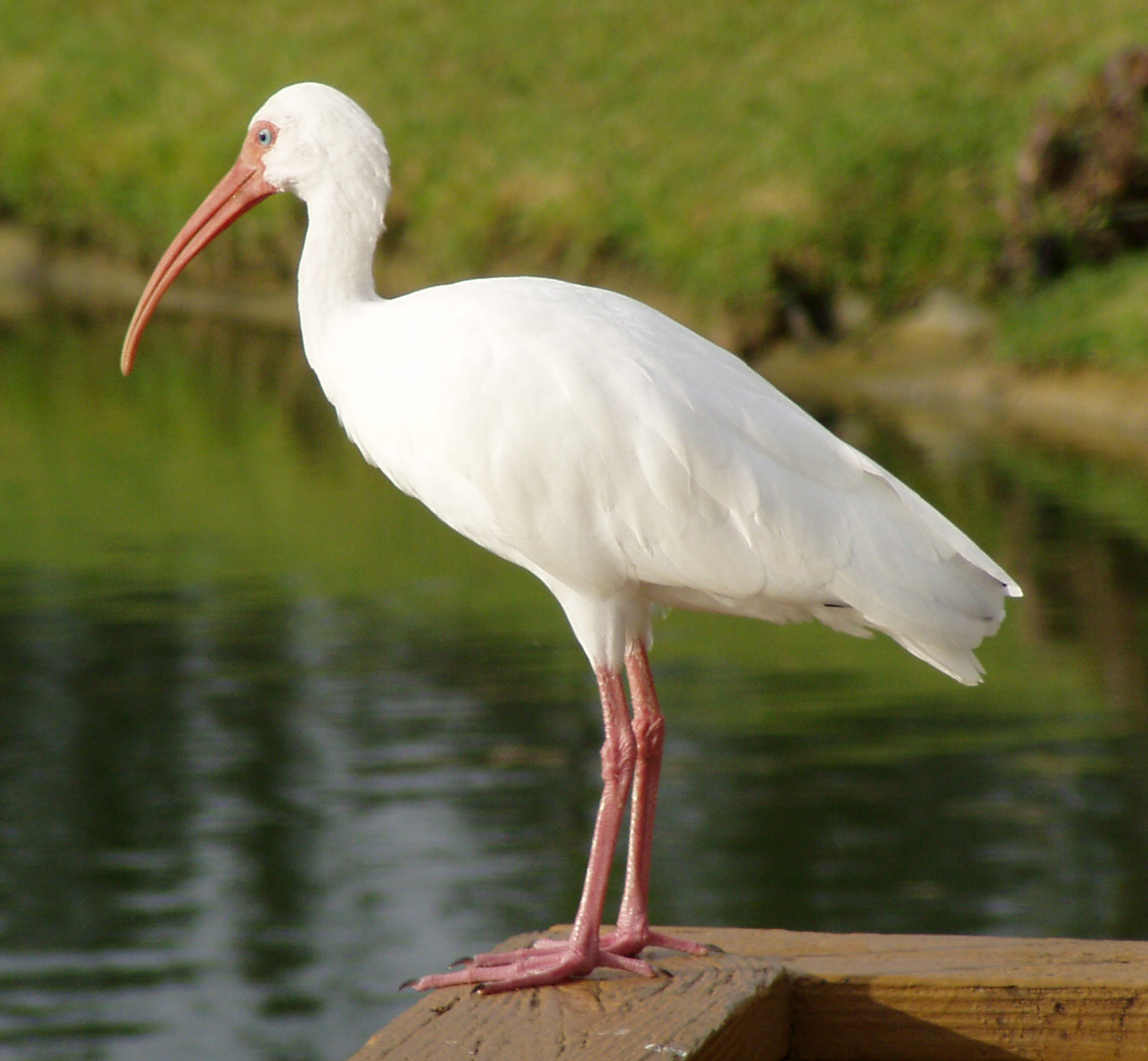
Eudocimus albus
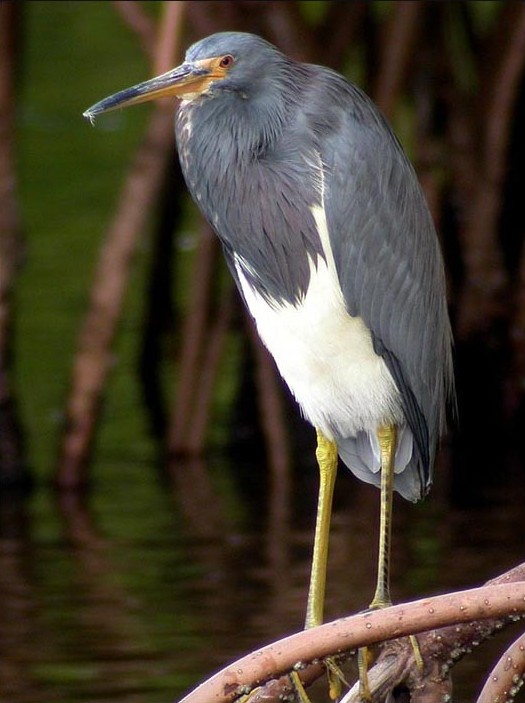
Egretta tricolor
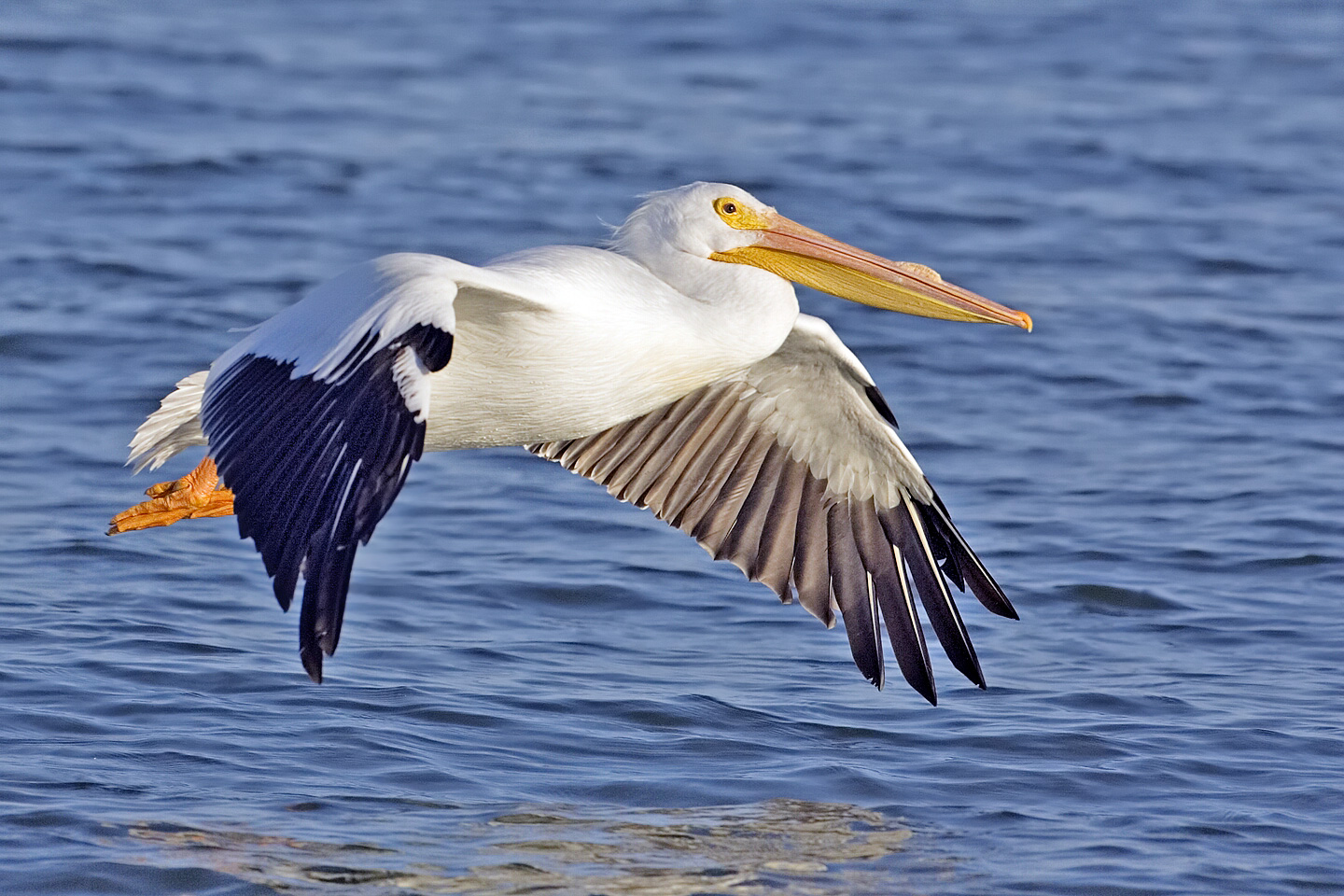
Pelecanus erythrorhynchos
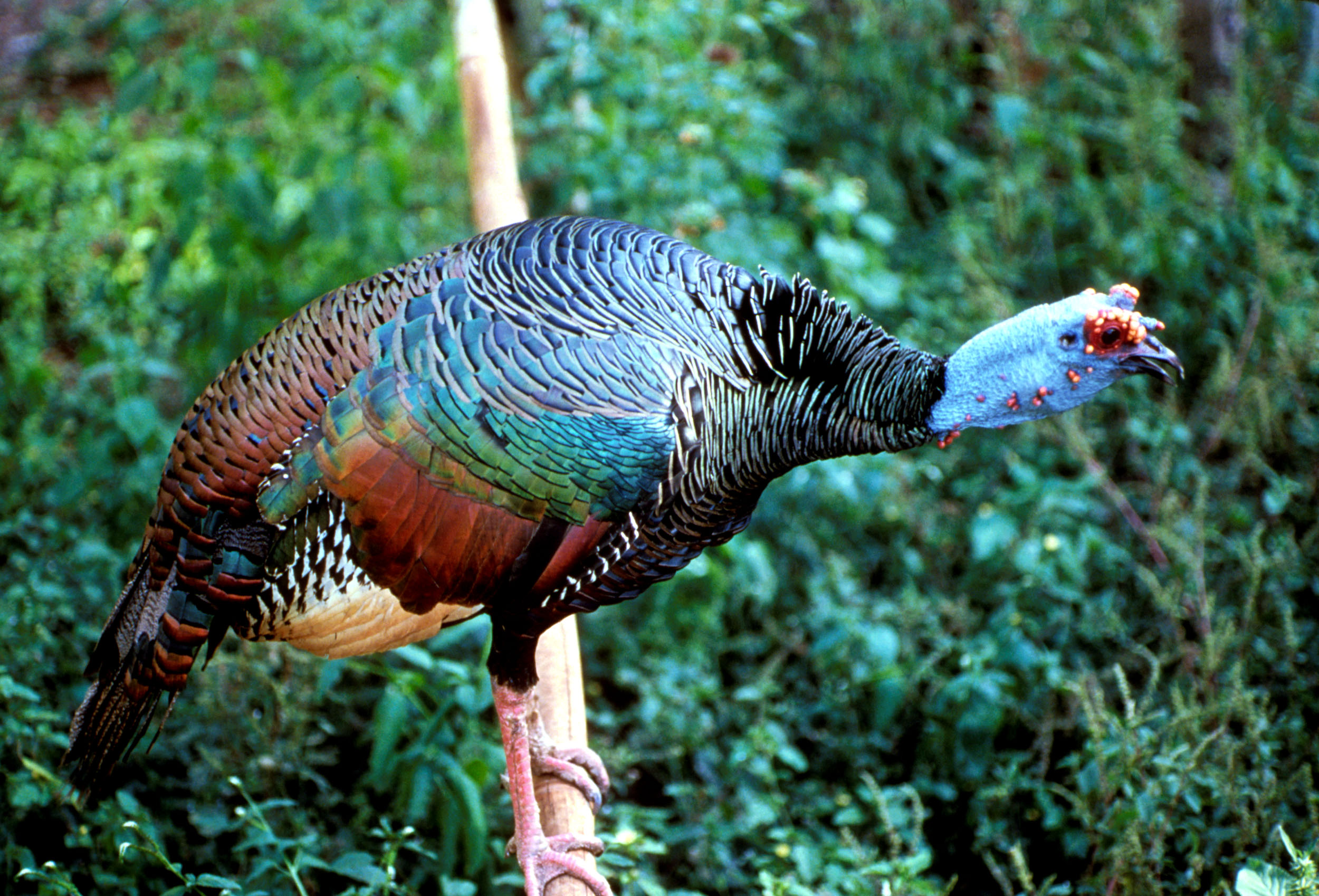
Meleagris ocellata
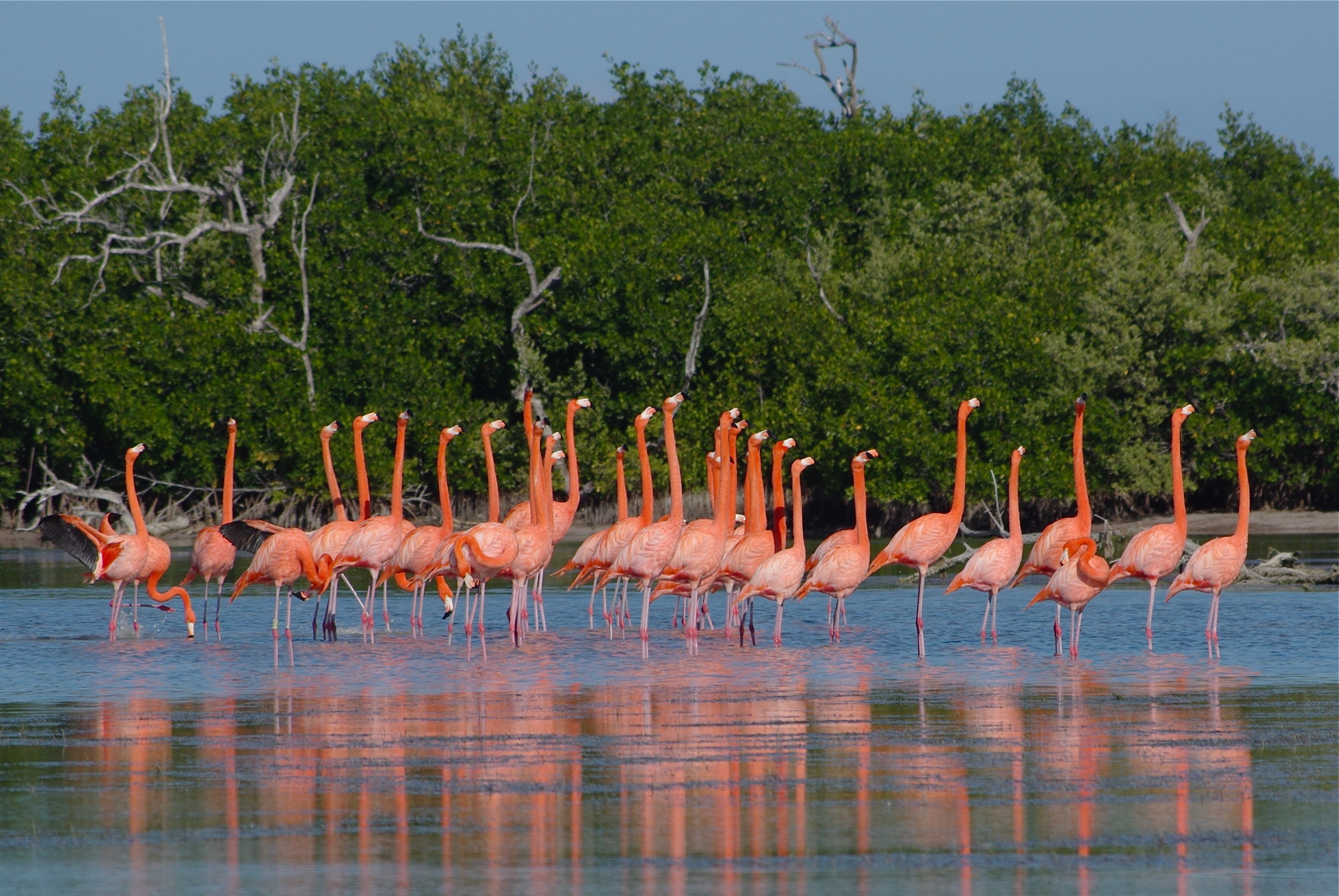
Phoenicopterus ruber
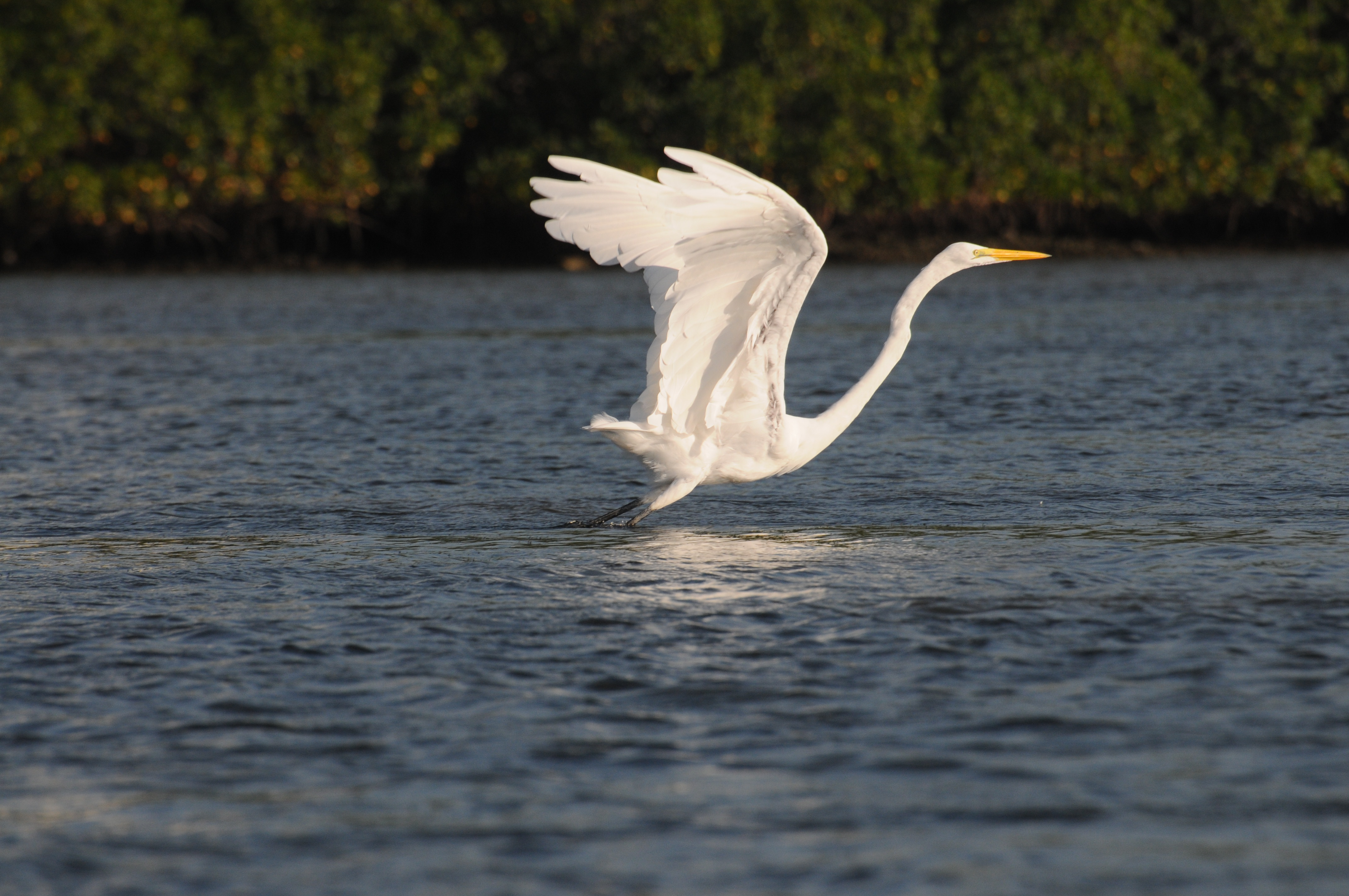
Ardea alba
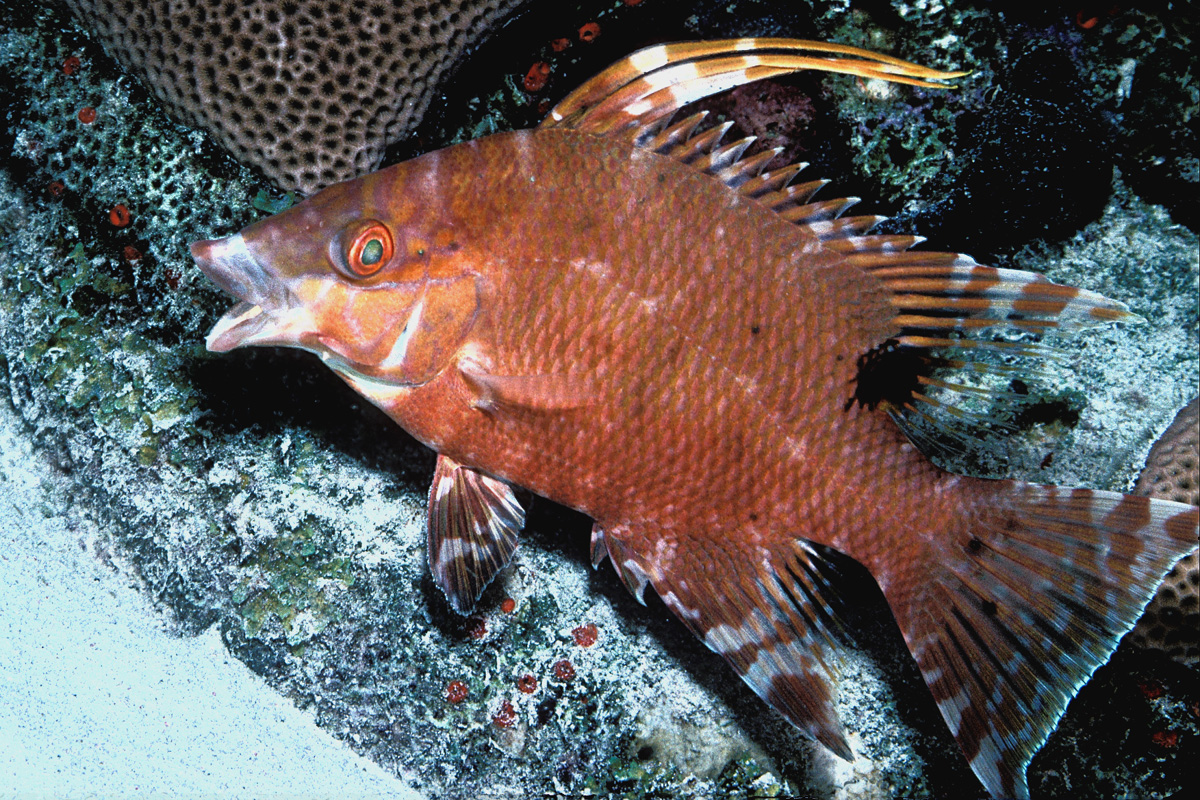
Lachnolaimus maximus
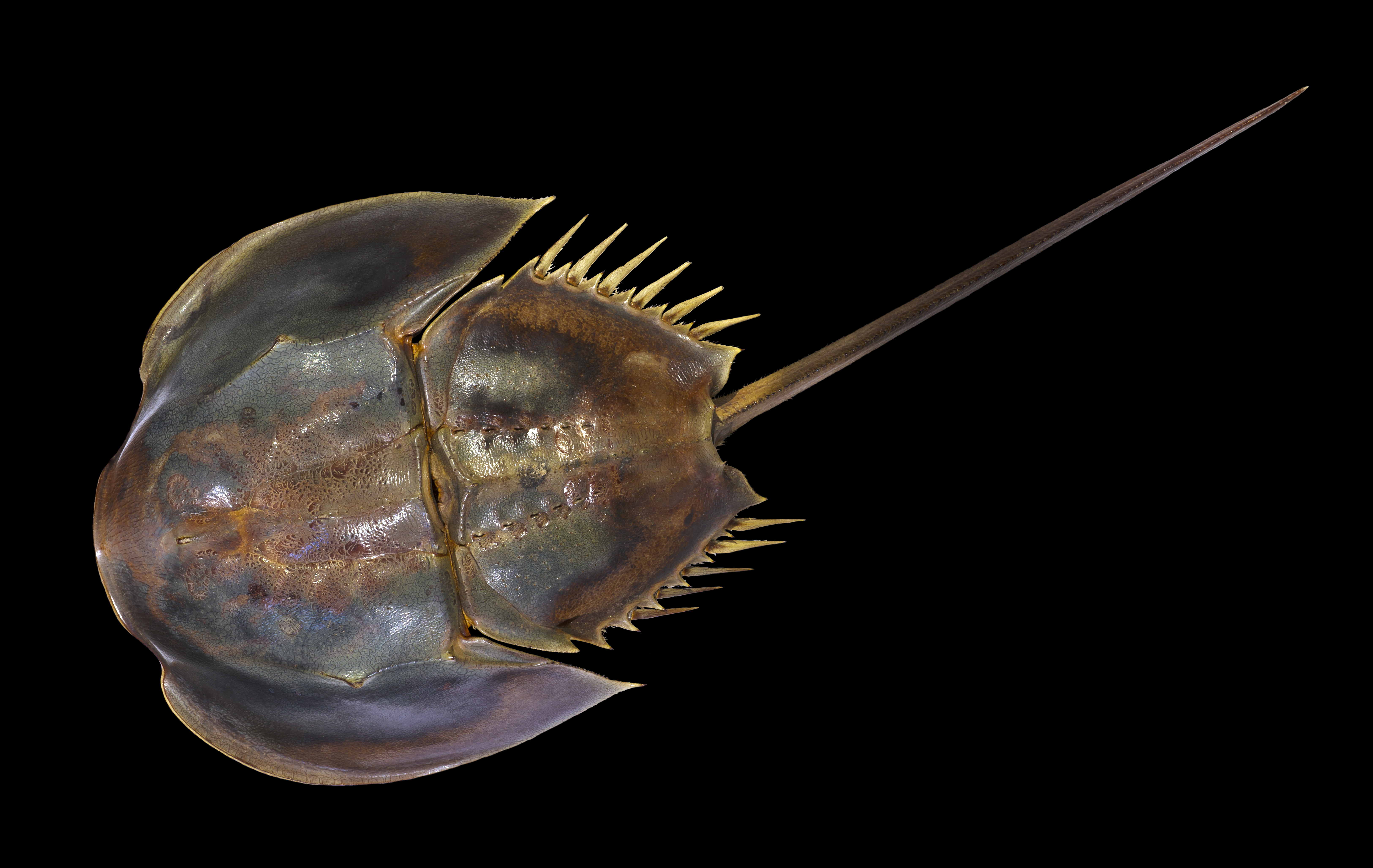
Limulus polyphemus
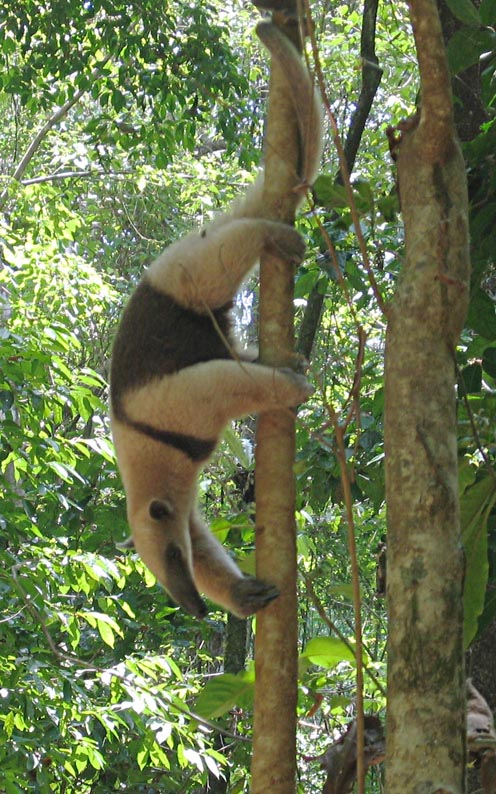
Tamandua mexicana
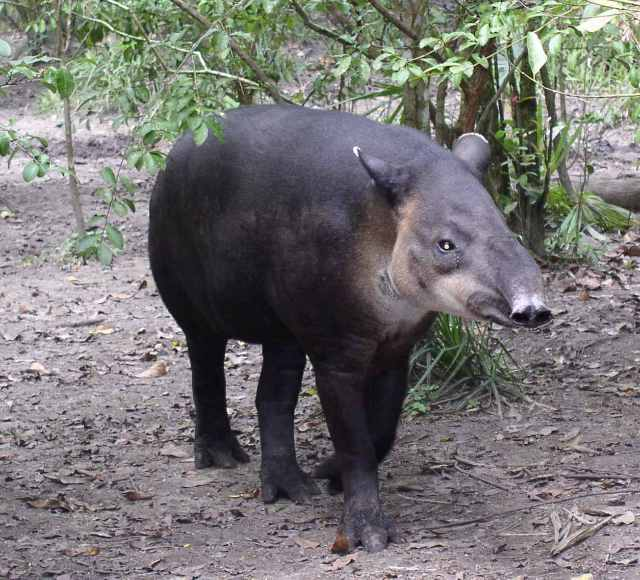
Tapirus bairdii
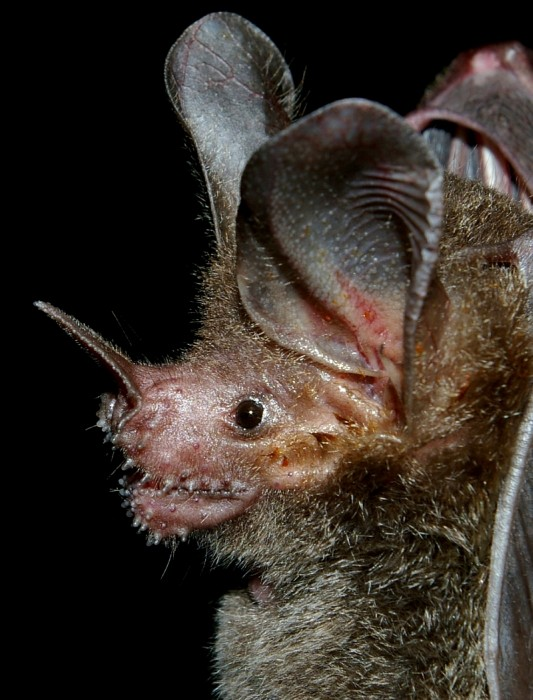
Trachops cirrhosus
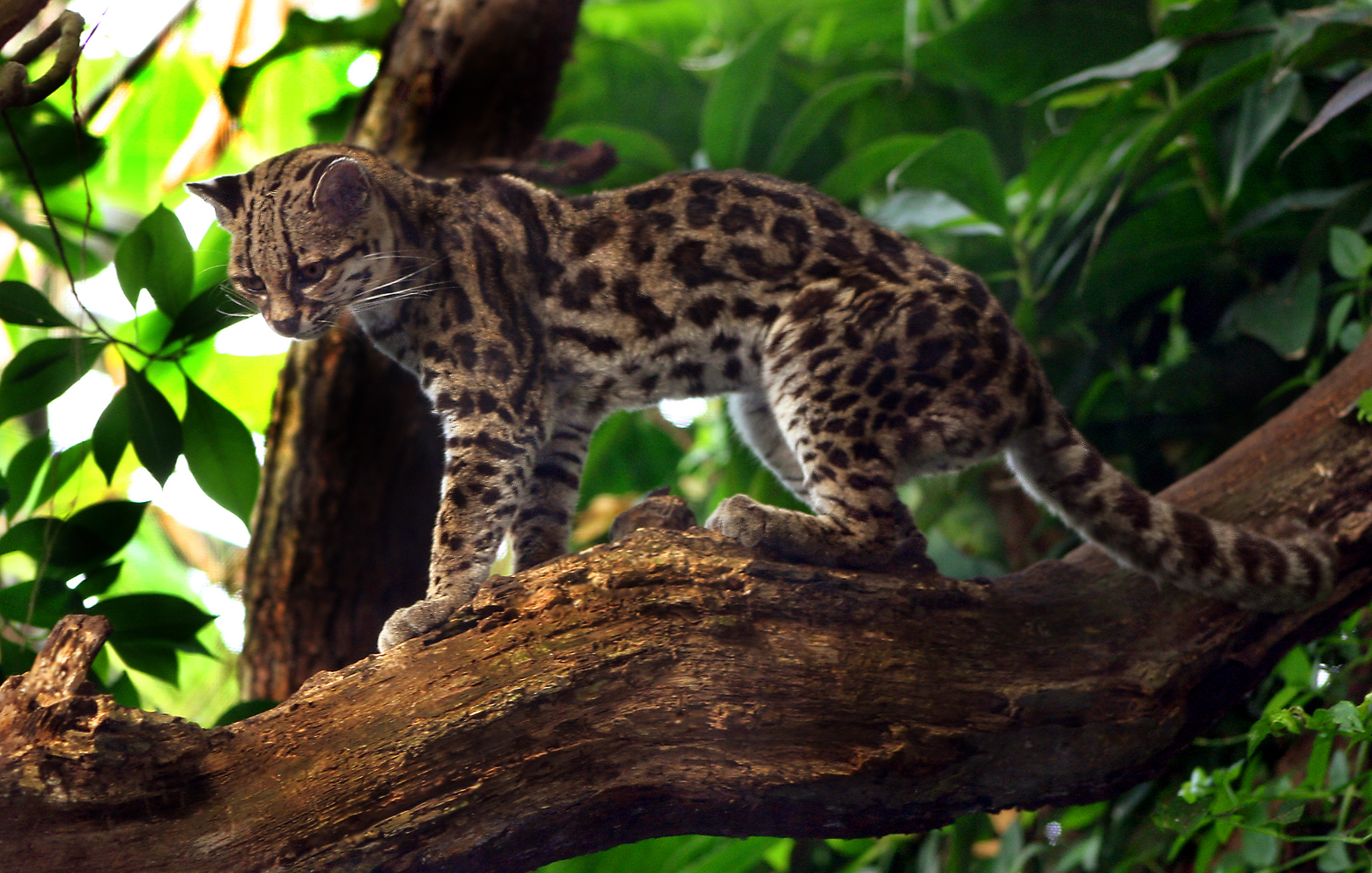
Leopardus wiedii
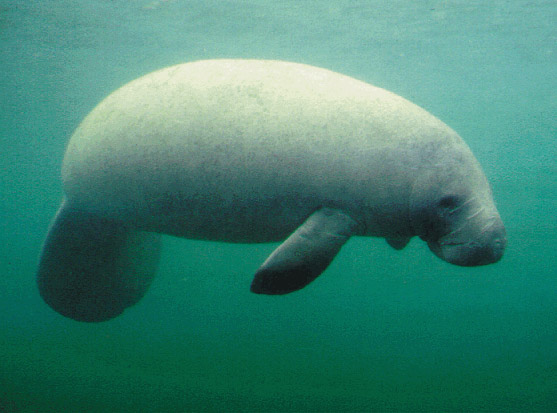
Trichechus manatus

## Organismos y Legislación
A nivel internacional se considera un Sitio Ramsar (Humedal de importancia internacional) a partir del 2 de febrero de 2004.
En México, si bien existían desde 1982 esfuerzos académicos que señalaban el valor de los Petenes de la costa norte del estado de Campeche, no es hasta 1996 cuando es decretada primero como reserva del estado de Campeche, con protección regional, bajo el nombre de “Zona Especial de Protección de Flora y Fauna Silvestre y Acuática Los Petenes”. Debido a su relevancia ecológica se decreta a nivel federal como Reserva de la biosfera  el 24 de mayo de 1999, siendo entonces presidente de México Ernesto Zedillo Ponce de León. Su superficie de protección federal quedó desde entonces estipulada de 282 858 ha. y queda comprendida en los municipios de Calkiní, Hecelchakán, Tenabo y Campeche, en el estado de Campeche, así como la zona marina del Golfo de México que incluye desde la playa de estos municipios hasta 12 millas náuticas dentro del mar territorial.
El Fondo Mundial para la Naturaleza (WWF, por sus siglas en inglés) la ubica como una ecorregión única, la Ecorregión 50 “Manglares de Los Petenes”. La Comisión Nacional para la Biodiversidad en México- (CONABIO), la registra como parte del Área Marina Prioritaria n.º 60 denominada “Champotón-El Palmar” dentro del Programa de Regiones Marinas Prioritarias de México, y es parte de la región n.º 145 “Petenes-Ría Celestún” del Programa de Regiones Terrestres Prioritarias. Es parte de la región n.º 102 “Anillos de Cenotes del Programa de Regiones Hidrológicas Prioritarias de México” de la CONABIO y finalmente es considerada también dentro del Programa de Áreas de Importancia para la Conservación de las Aves (AICAS) con la clave SE-28, de acuerdo a la Sección Mexicana del Consejo Internacional para Preservación de las Aves (CIPAMEX) y la Birdlife International con el apoyo de la Comisión para la Cooperación Ambiental de Norteamérica (CCA).
En el año 2000, a iniciativa de la organización no gubernamental PRONATURA-Península de Yucatán, se inicia un proyecto con el fin de desarrollar e impulsar acciones que promuevan la integración de las tres áreas ecológicas colindantes de esta área ecológica de México: 
Los Petenes, 
- Ría Celestún y la
- Reserva estatal de El Palmar en Yucatán,

con la participación de instituciones como el Centro de Investigación Científica de Yucatán (CICY); El Centro de Investigación y Estudios Avanzados del Instituto Politécnico Nacional (CINVESTAV-Unidad Mérida); Ducks Unlimited de México, A.C. (DUMAC); Universidad Autónoma de Yucatán (UADY), y el Centro de Ecología, Pesquerías y Oceanografía de la Universidad Autónoma de Campeche (EPOMEX-UAC). Con este trabajo, finalmente se identificaron 8 sitios prioritarios de conservación conjunta en el área: 3 para Los Petenes, 3 para Ría Celestún y 2 para El Palmar.

## Demografía
Los Petenes es la única reserva de la biosfera  del Golfo y Caribe Mexicano que no tiene asentamientos humanos de importancia dentro de su superficie federal decretada, por lo que la mayor labor de protección se centra en mitigar los efectos de las áreas de influencia que hacen presión sobre los sistemas naturales y sus recursos, tales como: pesca de pulpo, cacería furtiva, tala ilegal, avance de la frontera agrícola y ganadera y potencial infraestructura turística y hotelera.

### Características socioeconómicas
Entre las características socioeconómicas más importantes encontramos:
- Pesca ribereña (principalmente de pulpo).
- Incipiente y desorganizado turismo, principalmente dirigido a la observación de aves migratorias, y recorridos por la zona de pastos marinos y ojos de agua de los Petenes, cercanos a los caminos que llevan a la Isla de Jaina y al ojo de agua “El Remate”; además de la pesca deportiva.
- Actividad forestal.
- Cacería de subsistencia, deportiva y furtiva.
- Producción de miel.
- Extracción de esquilmo de mangle.
- Actividad ganadera.
- Captura de especies para la venta ilegal.
- Incipiente incremento de asentamientos humanos vecinos (Celestún con poco más de 7,000 habitantes, Isla Arena con cerca de 1,000 habitantes, y  San Francisco de Campeche al sur, con poco más de 220,000 habitantes.

## Turismo
Los diferentes escenarios naturales y la biodiversidad que se puede observar tanto en ambientes terrestres como acuáticos hacen que Los Petenes tengan un potencial significativo para desarrollar un programa de turismo y recreación sustentable, no desarrollado a la fecha. En su zona marina se practica, en temporada, la pesca deportiva y en el extremo sur, el paseo en kayak. También se realizan visitas y recorridos a las 5 haciendas ubicadas en su zona de influencia (Tankuché, San Nicolás, Santa Cruz, Chunkanán y San Antonio Sodzil). Otras atracciones son la gastronomía, destacando la cochinita pibil que se disfruta en la cabecera municipal de Hecelchakán,  la panadería tradicional en Pomuch, y la artesanía del jipi en Calkiní.
La Reserva se vincula como un corredor turístico y biológico con la Reserva de la biosfera  de Ría Celestún y, de forma natural en su extremo sur terrestre, con el centro histórico de la ciudad de San Francisco de Campeche, declarado Patrimonio Cultural de la Humanidad por la Organización de las Naciones Unidas para la Educación, la Ciencia y la Cultura (UNESCO), donde cabe destacar una diferencia en automóvil de solo 5 minutos con el extremo sur. En este sentido actualmente se realiza un trabajo conjunto entre la sociedad de  Campeche, representantes de los tres niveles de gobierno en México, y organismos educativos como la Universidad Autónoma de Campeche (UAC), para que el corredor Los Petenes-Ría Celestún sean declarados Patrimonio Natural de la Humanidad. En este marco, Los Petenes-Ría Celestún se encuentran en la Lista Indicativa del Patrimonio mundial desde el 15 de octubre de 2008.

## Vestigios arqueológicos

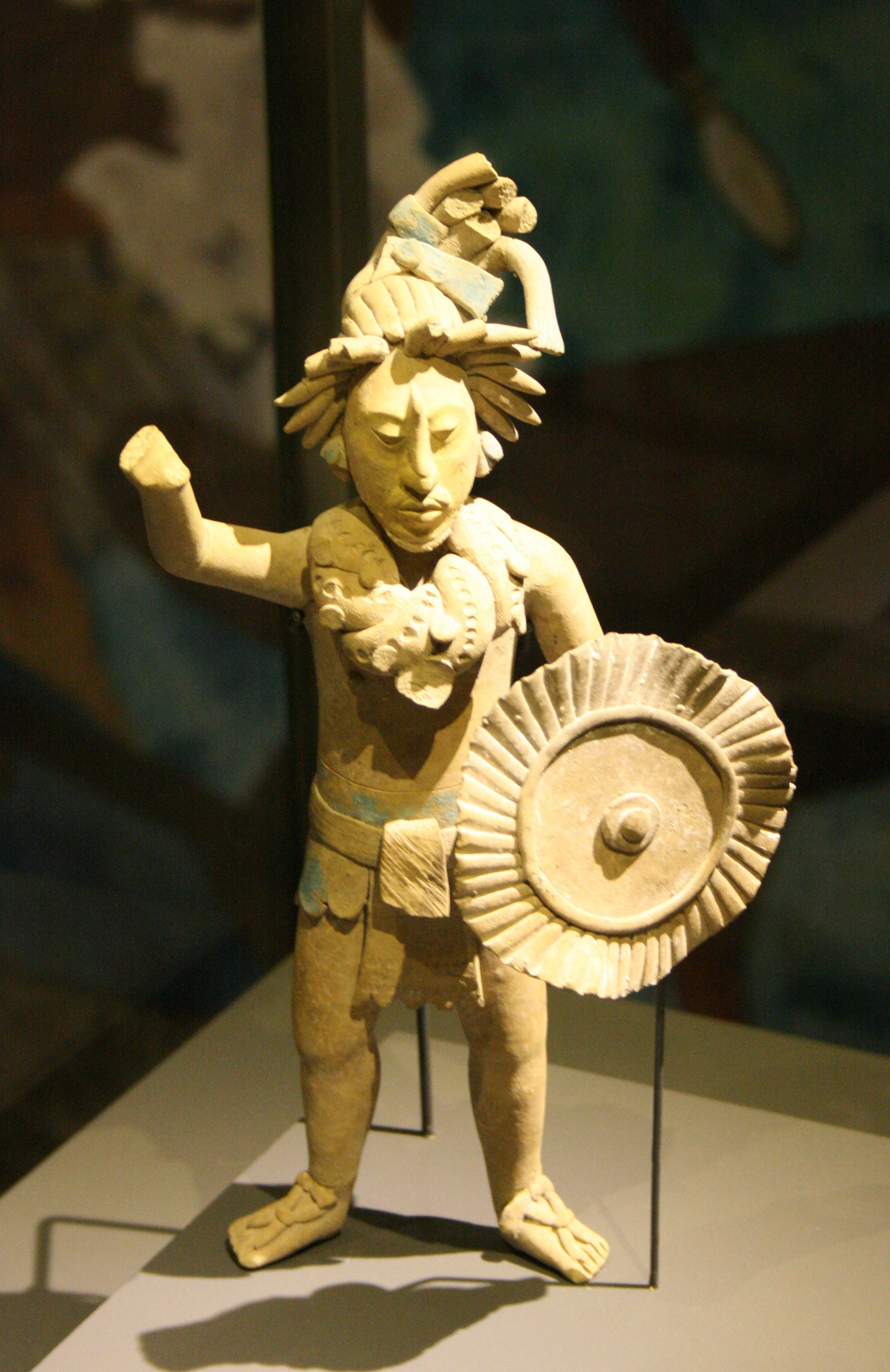
Figurilla de arcilla encontrada en la Isla de Jaina, correspondiente al periodo clásico maya.

En el área existen vestigios arqueológicos de la Cultura Maya, identificándose al menos 15 vestigios arqueológicos de importancia; siendo el más importante el que se encuentra en la Isla Jaina, localizada en la parte costera norte de la Reserva a 42 km al norte de la ciudad de Campeche. Otras áreas arqueológicas son Canbalam, El Cuyo, Holbach y Punta Arenas (consideradas comunidades pesqueras mayas), Boca de Chisahscab, Cojol, Islote Nisyuc, Nunchukun, Punta Lastre, Yaltón y Yukumbalam (considerados campamentos estacionales mayas).
Isla de Jaina es el mayor centro cívico-religioso maya costero, con una extensa arquitectura monumental y famosa por sus restos funerarios y figurillas humanas descubiertas, fue también un importante pueblo pesquero y centro comercial. Sus vestigios datan del 600, hasta el 1200 d. C. En esta zona arqueológica se han registrado edificaciones para juegos de pelota, así como múltiples zonas de enterramiento con restos de cerámica, saqueados en el pasado. En esta isla también llama la atención el descubrimiento de anzuelos fabricados de concha y botes hechos de troncos, que ponen en evidencia el aprovechamiento de los recursos por parte de los mayas. Entre los objetos de uso cotidiano de la época precolombina, depositados frecuentemente en los entierros, están los adornos e implementos de concha y caracol. Por su característica insular, esta fauna tenía fácil acceso a Jaina y entre las piezas recuperadas se encuentran hachuelas de Lobatus gigas, cascabeles de Oliva reticularis, cuencas y anillos.

## Amenazas
La tala ilegal, el avance de la frontera agrícola y ganadera, así como una creciente infraestructura hotelera y turística en la península de Yucatán son las principales amenazas de la reserva, así como la pesca sin planeación, particularmente del pulpo. En los últimos años, se ha registrado una mayor concentración de basura en los manglares de la zona sur (adyacente al límite noroeste de la ciudad de Campeche). Otras amenazas son la sobreexplotación de recursos, la fragmentación de hábitats, la alteración de la dinámica hidrológica por la construcción de infraestructura carretera inadecuada para sitios humedales, la extracción del agua de manantial para entubamiento, los incendios, la contaminación incipiente de las aguas costeras por la falta de un sistema integral de drenaje y la falta de tratamiento de aguas de desecho.